# Ischnothele garcia
Espèce
Ischnothele garcia est une espèce d'araignées mygalomorphes de la famille des Ischnothelidae.

## Distribution
Cette espèce est endémique de la province de Barahona en République dominicaine,. Elle se rencontre dans la Sierra Martín García.

## Description
La carapace de la femelle holotype mesure 4,89 mm de long sur 4,24 mm.

## Étymologie
Son nom d'espèce lui a été donné en référence au lieu de sa découverte, la Sierra Martín García.

## Publication originale
- Coyle, 1995 : A revision of the funnelweb mygalomorph spider subfamily Ischnothelinae (Araneae, Dipluridae). Bulletin of the American Museum of Natural History, no 226, p. 1-133 (texte intégral).